# Alexander von Gerschau

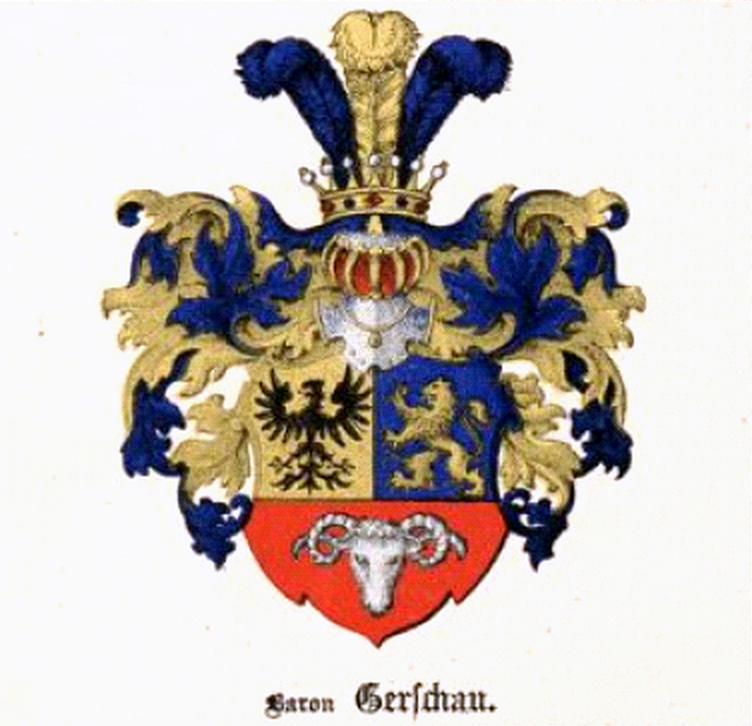
Familienwappen derer von Gerschau

Alexander von Gerschau (russisch: Александр Петрович Гершау; 7. Mai 1825 in Sankt Petersburg; † 1. Februar 1904 ebenda) stammte aus dem Herzogtum Kurland und Semgallen, er war ein General der Artillerie in der Kaiserlich-russischen Armee und Geheimrat im russischen Kaiserreich.

## Leben
Nach seiner Erstausbildung im Kaiserlich-russischen Pagen-Korps trat er 1843 als Leutnant in die Kaiserlich-russische Armee ein. 1863 war er mit den kaiserlichen Truppen in Polen im Einsatz, hier zeichnete er sich durch besondere Tapferkeit aus und wurde mit dem Goldenen Schwert für Tapferkeit ausgezeichnet. Mit seiner Beförderung zum Oberst im Jahre 1864 wurde er gleichzeitig Kommandeur eines Berittenen Artillerie-Regiments. 1865 wurde er zum Generalmajor befördert  und gehörte ab 1867 zur kaiserlichen Suite. Seine Beförderung zum Generalleutnant erfolgt 1873, ab 1875 übernahm er das Kommando über die 3. Kavallerie-Division. Er wurde letztendlich im Jahre 1886 zum General der Artillerie befördert. 1893 wurde er zum Geheimrat ernannt und leitete eine von der Zarin Maria gegründete Hilfsstiftung.

## Auszeichnungen
- Alexander-Newski-Orden
- Kaiserlich-Königlicher Orden vom Weißen Adler
- Orden des Heiligen Wladimir,  2. Klasse
- Russischer Orden der Heiligen Anna, 1. Klasse
- Russischer Sankt-Stanislaus-Orden, 1. Klasse
- Goldenes Schwert für Tapferkeit

## Herkunft und Familie
Alexander Petrowitsch von Gerschau ist ein Sprössling der kurländischen Adelsfamilie von Gerschau. Sein Großvater war der Herzog von Kurland und Semgallen Peter von Biron (1724–1800). Sein Vater war dessen außerehelicher Sohn Peter von Gerschau (1779–1852), der mit Karoline Henriette Schmidt (1784–1848) verheiratet war. Alexander Petrowitsch heiratete Julie Sinelnikow (um 1828–1882), sie hatten eine Tochter.